# ルイス・オルティス
- ルイス・オルティーズ
- ルイス・オルティズ
- ルイス・オーティズ
- ルイス・オティーズ

ルイス・アルベルト・オルティス・ガラルザ（Luis Alberto Ortiz Galarza , 1970年5月25日 - ）は、ドミニカ共和国サントドミンゴ出身の元プロ野球選手（内野手）、野球指導者。右投右打。現在は、MLBのボストン・レッドソックスで打撃コーチ補佐を務める。

## 経歴
1991年のMLBドラフト8巡目（全体226位）でボストン・レッドソックスから指名され、プロ入り。
1993年8月31日にメジャーデビュー。
1994年12月にホセ・カンセコとのトレードで、オーティス・ニクソンと共にテキサス・レンジャーズへ移籍した。
1997年にヤクルトスワローズに入団し、来日。同期入団のドゥエイン・ホージーとともに、前年まで在籍していたトーマス・オマリーとヘンスリー・ミューレンに代わる助っ人として期待された。来日当初の登録名はルイスであったが、巨人にルイス・デロスサントスという同名の選手がいたためオルティスに変更となった。マイナーリーグながら通算打率.304という安定感ある打撃と選球眼の良さを買われての入団であったが開幕から三振を連発。5月には二軍降格となり、7月11日に解雇となった。ヤクルトでは主に一塁手としてプレーした。
2001年は独立リーグであるノーザンリーグのウィニペグ・ゴールドアイズでプレーし、シーズン途中にはメキシカンリーグでもプレーした。
2004年シーズン限りで現役引退した。
引退後はレンジャーズ（2009年 - 2012年 ）とクリーブランド・インディアンス（2013年 - 2014年 ）での打撃コーディネーターを歴任した。
2015年からはサンディエゴ・パドレスで守備・打撃コーディネーターを務める。2017年9月1日に打撃コーチのアラン・ジンターが解任されてからは、代行としてシーズン終了まで後釜に据えられることになった。
2018年はロサンゼルス・ドジャースの打撃コーチ補佐を務めた。
2019年シーズンからはレンジャーズの打撃コーチに就任した。2021年10月6日、シーズン102敗を喫した成績不振の責任を問われ、ベンチコーチのドン・ワカマツと共にコーチを解任された。
2022年からはレッドソックスの打撃コーチ補佐を務める。

## 詳細情報

### 年度別打撃成績
| 年 度    | 球 団    | 試 合 | 打 席 | 打 数 | 得 点 | 安 打 | 二 塁 打 | 三 塁 打 | 本 塁 打 | 塁 打 | 打 点 | 盗 塁 | 盗 塁 死 | 犠 打 | 犠 飛 | 四 球 | 敬 遠 | 死 球 | 三 振 | 併 殺 打 | 打 率 | 出 塁 率 | 長 打 率 | O P S |
| -------- | -------- | ----- | ----- | ----- | ----- | ----- | -------- | -------- | -------- | ----- | ----- | ----- | -------- | ----- | ----- | ----- | ----- | ----- | ----- | -------- | ----- | -------- | -------- | ----- |
| 1993     | BOS      | 9     | 12    | 12    | 0     | 3     | 0        | 0        | 0        | 3     | 1     | 0     | 0        | 0     | 0     | 0     | 0     | 0     | 2     | 0        | .250  | .250     | .250     | .500  |
| 1994     | BOS      | 7     | 23    | 18    | 3     | 3     | 2        | 0        | 0        | 5     | 6     | 0     | 0        | 1     | 3     | 1     | 0     | 0     | 5     | 0        | .167  | .182     | .278     | .460  |
| 1995     | TEX      | 41    | 115   | 108   | 10    | 25    | 5        | 2        | 1        | 37    | 18    | 0     | 1        | 0     | 1     | 6     | 0     | 0     | 18    | 7        | .231  | .270     | .343     | .612  |
| 1996     | TEX      | 3     | 7     | 7     | 1     | 2     | 0        | 1        | 1        | 7     | 1     | 0     | 0        | 0     | 0     | 0     | 0     | 0     | 1     | 0        | .286  | .286     | 1.000    | 1.286 |
| 1997     | ヤクルト | 20    | 31    | 29    | 3     | 5     | 1        | 1        | 0        | 8     | 7     | 0     | 0        | 0     | 0     | 2     | 0     | 0     | 7     | 0        | .172  | .226     | .276     | .502  |
| MLB：4年 | MLB：4年 | 60    | 157   | 145   | 14    | 33    | 7        | 3        | 2        | 52    | 26    | 0     | 1        | 1     | 4     | 7     | 0     | 0     | 26    | 7        | .228  | .256     | .359     | .615  |
| NPB：1年 | NPB：1年 | 20    | 31    | 29    | 3     | 5     | 1        | 1        | 0        | 8     | 7     | 0     | 0        | 0     | 0     | 2     | 0     | 0     | 7     | 0        | .172  | .226     | .276     | .502  |

### 年度別守備成績
| 年 度 | 球 団    | 一塁（1B） | 一塁（1B） | 一塁（1B） | 一塁（1B） | 一塁（1B） | 一塁（1B） | 三塁（3B） | 三塁（3B） | 三塁（3B） | 三塁（3B） | 三塁（3B） | 三塁（3B） |
| 年 度 | 球 団    | 試 合      | 刺 殺      | 補 殺      | 失 策      | 併 殺      | 守 備 率   | 試 合      | 刺 殺      | 補 殺      | 失 策      | 併 殺      | 守 備 率   |
| ----- | -------- | ---------- | ---------- | ---------- | ---------- | ---------- | ---------- | ---------- | ---------- | ---------- | ---------- | ---------- | ---------- |
| 1993  | BOS      | -          | -          | -          | -          | -          | -          | 5          | 2          | 2          | 0          | 1          | 1.000      |
| 1995  | TEX      | -          | -          | -          | -          | -          | -          | 35         | 9          | 43         | 8          | 2          | .867       |
| 1997  | ヤクルト | 14         | 38         | 1          | 0          | 3          | 1.000      | 1          | 0          | 0          | 0          | 0          | ----       |
| MLB   | MLB      | -          | -          | -          | -          | -          | -          | 40         | 11         | 45         | 8          | 3          | .975       |
| NPB   | NPB      | 14         | 38         | 1          | 0          | 3          | 1.000      | 1          | 0          | 0          | 0          | 0          | ----       |

### 記録
NPB
- 初出場・初打席：1997年4月6日、対読売ジャイアンツ3回戦（東京ドーム）、7回表に小早川毅彦の代打で出場、川口和久から三振
- 初打点：1997年4月16日、対横浜ベイスターズ2回戦（明治神宮野球場）、8回裏に高津臣吾の代打で出場、森中聖雄から押出し四球
- 初先発出場：1997年4月23日、対広島東洋カープ5回戦（広島市民球場）、8番・一塁手で先発出場
- 初安打：1997年5月8日、対読売ジャイアンツ5回戦（明治神宮野球場）、7回に小早川毅彦の代打で出場、河野博文から2点適時打

### 背番号
- 51 （1993年 - 1994年）
- 9 （1995年 - 1997年）
- 28 （2018年）
- 18 （2019年 - 2021年）
- 54 （2022年 - ）